# 필라델피아 차 사건
필라델피아 차 사건(영어: Philadelphia Tea Party)은 1773년 12월 말, 더 유명한 보스턴 차 사건 직후에 발생한 사건으로, 영국 차 선박이 미국 식민지 개척자들에 의해 가로막혀 화물을 그레이트브리튼 왕국으로 돌려보내야 했다.

## 배경
1773년 12월 16일의 보스턴 차 사건과 필라델피아 사건 모두 아메리카 식민지에 대한 그레이트브리튼 왕국의 과세 결정에 대해 미국인들이 의회에 대표가 없었음에도 불구하고 불만을 품었던 결과였다. 차에 대한 세금은 특히 식민지 개척자들을 격분시켰고, 이에 그들은 수년 동안 잉글랜드 차를 보이콧했으며, 그 동안 여러 식민지 도시의 상인들은 네덜란드에서 차를 밀수하는 데 의존했다. 필라델피아 상인들이 보스턴 상인들보다 더 많은 차를 밀수하는 것으로 일반적으로 알려져 있었다.
그 결과, 영국 동인도 회사는 영국 정부에 재정적 지원을 요청했고, 영국 정부는 1773년 5월 10일 차법을 통과시켰다. 이 영국 의회법은 영국 동인도 회사가 잉글랜드에서 "관세나 세금을 전혀 지불하지 않고" 직접 식민지에 차를 판매할 수 있도록 허용했고, 대신 훨씬 낮은 미국의 관세만 지불하도록 했다. 그 결과로 생긴 세금 감면으로 영국 동인도 회사는 차를 기존 가격의 절반으로, 심지어 그레이트브리튼의 차 가격보다도 싸게 판매할 수 있게 되어 식민지 상인 및 밀수업자가 제시하는 가격을 무너뜨릴 수 있었다.
차법은 1767년의 세입법의 차 세금을 공식적으로 폐지하지 않고도 차 가격을 낮추도록 고안되었기 때문에 식민지 주민들을 격분시켰다. 그리고 식민지 지도자들은 영국이 싼 차를 사용하여 "미국인의 모든 애국심을 극복하려" 한다고 생각했다. 벤저민 프랭클린의 말이다.

## 서막
1773년 9월까지 북아메리카에 영국 동인도 회사 차 선박이 오는 중이라는 소식이 전해졌다. 필라델피아 시민들은 10월 16일 현재 독립기념관 (미국)으로 알려진 펜실베이니아 주립청사에서 타운 미팅을 열었다. 이 회의는 벤저민 러시 박사, 윌리엄 브래드퍼드 대령, 토머스 미플린, 토머스 캐드월러더 박사 및 기타 지역 지도자들과 필라델피아 자유의 아들들 구성원들이 조직했다. 그들은 8가지 결의안을 채택했는데, 그 중 하나는 "의회가 미국에 상륙한 차에 부과한 관세는 미국인에 대한 세금이며, 그들의 동의 없이 그들에게 기여금을 징수하는 것"이라고 명시했다. 가장 중요한 내용은 다음과 같았다.
동인도 회사가 최근에 채택한, 이곳에 상륙한 차에 대한 관세 납부를 조건으로 차를 미국으로 보내는 결의는 장관의 계획을 강요하려는 노골적인 시도이자 미국 자유에 대한 폭력적인 공격이다.
펜실베이니아 가제트에 인쇄된 이 선언문들은 잉글랜드로부터 과세된 차의 수입에 대한 첫 번째 공개적인 항의를 담고 있었다.
3주 후 보스턴에서는 패늘 홀에서 열린 타운 미팅에서 "이 도시의 의미는 최근 우리의 존경하는 형제들, 필라델피아 시민들이 채택한 특정 현명한 결의안의 말보다 더 잘 표현될 수 없다"고 선언했다. 실제로 보스턴 시민들은 필라델피아 시민들이 이전에 공표했던 것과 동일한 결의안을 채택했다. 보스턴 차 사건은 불과 몇 주 후인 1773년 12월 16일에 일어났다.

## 사건
1773년 12월 25일, 영국의 차 선박 폴리(Polly)호가 델라웨어강을 거슬러 올라와 체스터 (펜실베이니아주)에 도착했다. 에어스 선장이 지휘한 이 배는 필라델피아의 퀘이커 회사인 제임스 & 드링커에 위탁된 차 697 상자를 싣고 있었다. 몇몇 필라델피아 신사들이 폴리호를 가로막아 에어스 선장을 시내로 안내했다. 이틀 후, 상황을 해결하기 위해 주립청사 마당에서 8,000명의 필라델피아 시민들이 대규모 회의를 가졌다. 이는 당시 미국 식민지에서 모인 가장 큰 군중이었다. 여러 결의안이 채택되었는데, 첫 번째는 "차...는 상륙하지 않을 것이다"였다. 또한 차는 거부되어야 하며, 선박은 가능한 한 빨리 델라웨어강을 따라 내려가 델라웨어만을 벗어나야 한다고 결정되었다.
에어스 선장은 스스로 조직한 "타르칠과 깃털형 위원회"가 발행한 전단지의 영향을 받았을 것이다. 이 전단지는 그가 배의 화물을 내리려 할 경우 어떤 운명에 처할지 분명히 경고하고 있었다. 11월 27일자 전단지에는 부분적으로 다음과 같이 적혀 있었다.
당신은 악마적인 임무를 띠고 파견되었고, 당신이 너무 어리석고 고집스러워서 이 항구에 배를 정박하여 항해를 마치려 한다면, 당신은 마지막 순간에 당신을 탐욕과 야심의 희생양으로 만든 자들을 진심으로 저주하게 될 그런 고통을 겪을 수 있습니다.

선장님, 목에 밧줄을 매고 머리에 10갤런의 액체 타르를 붓고, 그 위에 열두 마리의 야생 거위 깃털을 얹어 당신의 모습을 활기차게 만드는 것에 대해 어떻게 생각하십니까?

이것을 진지하게 생각하고—당신이 온 곳으로 도망치세요—주저하지 말고—항의의 형식 없이—그리고 무엇보다도, 에어스 선장님, 우리는 당신에게 야생 거위 깃털 없이 도망치라고 조언합니다.
전단지는 또한 강 수로 안내인들에게 폴리호를 데려오려 하면 동일한 처벌을 받을 것이라고 경고했다. (강 수로 안내인들에게 특별히 경고하는 또 다른 전단지는 나중에 12월 7일에 발행되었다.) 차 수령인들도 선적을 수락하면 비참한 결과를 겪을 것이었다. 에어스 선장은 아치 스트리트 부두로 안내되어 그곳에서 배로 돌아갔다. 그는 그 다음 폴리호에 식량과 물을 다시 싣고 여전히 차 화물을 실은 채 영국으로 돌아갔다.
아마도 필라델피아의 퀘이커 영향력 때문에 필라델피아 차 사건은 비교적 비폭력적이었고, 차가 파괴되지 않았으므로 무고한 상인들의 손실도 없었다. 사실, 지역 상인들은 에어스 선장이 영국으로 돌아가는 비용을 돕기까지 했을지도 모른다.

## 영향
보스턴에 비해 자제되었지만, 필라델피아 차 사건은 이듬해 9월 필라델피아의 카펜터스 홀에서 대륙회의를 소집하게 된 사건 중 하나였으며, 대륙회의는 10월 20일 대륙 협회를 통과시켰다. 게다가 1809년 벤저민 러시 박사는 존 애덤스에게 다음과 같이 썼다.
저는 한때 당신이 말하는 것을 들었습니다. [그것은] 미국 독립 혁명의 활발한 사업이 필라델피아 시민들이 차 선박을 돌려보내는 행위에서 시작되었고, 만약 우리의 모범이 매사추세츠주가 그것을 파괴하는 데 단결과 지지를 기대하도록 격려하지 않았다면 매사추세츠주는 그녀의 차를 받았을 것입니다... 그날 [1773년 10월 16일] 불붙은 불꽃은 곧 보스턴으로 번졌고 점차 대륙 전체로 퍼져나갔습니다. 그것은 대영 제국을 미국에서 해방시킨 경련의 첫 번째 진통이었습니다.

펜실베이니아와 필라델피아는 독립 전쟁 이전과 도중에 뉴잉글랜드 식민지들과 대부분의 남부 식민지들보다 훨씬 더 보수적이었다고 여겨졌으며, 이러한 역사적 명성은 오늘날까지 지속되고 있다. 그러나 필라델피아 차 사건은 필라델피아와 펜실베이니아의 급진파들이 미국 독립 혁명에서 일반적으로 인정되는 것보다 훨씬 더 적극적인 역할을 했다는 점을 강조한다.

## 같이 보기
- 보스턴 차 사건
- 에덴턴 차 사건

## 관련 문헌
- William C. Kashatus, Historic Philadelphia: The City, Symbols & Patriots, 1681-1800 (McFarland & Co., 1992), at 14.
- Edward S. Gifford, Jr., The American Revolution in the Delaware Valley (Philadelphia: Pennsylvania Soc. of Sons of the Revolution, 1976), at 21-22.
- Robert H. Wilson, Philadelphia: Official Handbook for Visitors (New York: C.S. Hammond & Co., 1964), at 56.
- Francis Burke Brandt, The Majestic Delaware: The Nation's Foremost Historic River (Philadelphia: Brandt & Gummere Co., 1929), at 103.

## 추가 자료
- Cummins, Joseph. Ten Tea Parties: Patriotic Protests That History Forgot (Quirk Books, 2012) ISBN 1594745609.